# センダイウイルス病
センダイウイルス病（センダイウイルスびょう、英:Sendai virus infection）とはセンダイウイルス感染を原因とする齧歯類、兎類の感染症。センダイウイルスはパラミクソウイルス科レスピロウイルス属に属するRNAウイルスであり、マウス、ラット、ハムスター、モルモット、ウサギなどを宿主とする。幼若マウスにおいて感受性が高く、食欲不振、元気消失、異常呼吸音などを示す。幼若マウス以外では無症状あるいは軽度の症状しか示さずに自然治癒し、死亡例は稀である。治療法は特にない。